# Ricardo Moniz
Pour les articles homonymes, voir Moniz.
Ricardo Moniz, né le 17 juin 1964 à La Haye, est un footballeur néerlandais reconverti entraîneur.

## Palmarès d'entraîneur
- Champion d'Autriche en 2012 avec le Red Bull Salzbourg
- Vainqueur de la Coupe d'Autriche en 2012 avec le Red Bull Salzbourg
- Vainqueur de la Coupe de la Ligue hongroise en 2013 avec Ferencváros